# Российско-армянский университет
Росси́йско-армя́нский университе́т (арм. Հայ-Ռուսական համալսարան, РАУ) — межгосударственное высшее учебное заведение в Ереване, работающее по договору между Россией и Арменией. Университет имеет аккредитацию в обеих странах, по окончании обучения студенты получают два государственных диплома: Республики Армения и Российской Федерации. Преподавание ведётся на двух языках.
В 2022 занимает 128 место в рейтинге QS EECA, первый из пяти университетов Армении, попавших в рейтинг.

## История
Российско-армянский университет был создан в рамках межгосударственного соглашения между Арменией и Россией в 1997 году. В 1999 году первым ректором университета стал академик Левон Мкртчян, доктор филологических наук. Вторым ректором РАУ был бывший премьер-министр Армении, доктор экономических наук, профессор, член-корреспондент НАН РА Армен Дарбинян, который занимал эту должность с 2001- 14 мая 2023 года. С 15 мая должность номинально занимал Эдвард Сандоян, но российский соучредитель не принял итоги выборов (12 апреля), предложив назначить на эту должность своего кандидата, который будет приемлемым для всех. Однако впоследствии, в результате переговоров сторон, ректором всё же был назначен Эдвард Сандоян.
Первые студенты были зачислены в феврале 1999 года. Начиная с 2002 года, в университете развиваются научные центры, институты и исследовательские исследовательские группы. В том же году РАУ открыл аспирантуру. В 2010 году была открыта докторантура, аккредитованная только Республикой Армения.
В течение первых двух лет в университете функционировал один общеобразовательный факультет. На данном этапе в РАУ функционируют восемь Институтов, которые формировались с 2012 года.
В 2004 году была завершена реконструкция главного здания, а в 2009 году РАУ открыл собственный спортивный комплекс. При университете действует издательство и Дом культуры.
15 октября 2004 года Парк Благодарения был открыт на территории университета, как символ русско-армянской дружбы. Этот день стал внутренним праздником — Днём РАУ.
29 апреля 2005 года РАУ был аккредитован Министерством образования и науки Российской Федерации и получил право выдавать российские дипломы государственного образца.
В 2002—2006 гг. университет подписал догово́ры о сотрудничестве с ведущими вузами и организациями РФ: МГУ, МГИМО, РУДН, Дипакадемии МИД РФ, МГТУ имени Баумана, МТУСИ, Институтом русского языка им. Пушкина, Санкт-Петербургским «Фондом культуры и образования», РАНХИГС и другими.
С 2015 года в РАУ функционирует армянский сектор. Выпускники армянского сектора РАУ получают дипломы государственного образца Республики Армения.
В июле 2018 года художественный руководитель Дома культуры РАУ Майя Багдасарова была награждена орденом Дружбы

## Структура

### Институты и кафедры
1. Институт гуманитарных наук
  - Кафедра русского языка и профессиональной коммуникации
  - Кафедра армянского языка и литературы
  - Кафедра русской и мировой литературы и культуры
  - Кафедра теории языка и межкультурной коммуникации
  - Кафедра всемирной истории и зарубежного регионоведения
  - Кафедра философии
  - Кафедра психологии
2. Институт математики и информатики
  - Кафедра математики и математического моделирования
  - Кафедра системного программирования
  - Кафедра математической кибернетики
3. Инженерно-физический институт
  - Кафедра общей физики и квантовых наноструктур
  - Кафедра технологии материалов и структур электронной техники
  - Кафедра микроэлектронных схем и систем
  - Базовая кафедра квантовой и оптической электроники
  - Базовая кафедра телекоммуникации
4. Институт биомедицины и фармации
  - Кафедра биоинженерии, биоинформатики и молекулярной биологии
  - Кафедра медицинской биохимии и биотехнологии
  - Кафедра общей и фармацевтической химии
5. Институт медиа, рекламы и кино
  - Кафедра журналистики
  - Кафедра креативных индустрий
  - Кафедра кино и телевидения
6. Институт права и политики
  - Кафедра уголовного права и уголовно-процессуального права
  - Кафедра политологии
  - Кафедра гражданского права и гражданско-процессуального права
  - Кафедра теории права и конституционного права
  - Кафедра международного и европейского права
  - Кафедра мировой политики и международных отношений
7. Институт экономики и бизнеса
  - Кафедра экономики и финансов
  - Кафедра управления, бизнеса и туризма
  - Кафедра экономической теории и проблем экономики переходного периода
  - Научно-образовательный центр глобального развития и мега экономики
8. Институт востоковедения

## Ректоры Российско-армянского университета
| №  | Имя, отчество, фамилия    | Срок полномочий | ФОТО |
| 1. | Левон Мкртычевич Мкртчян  | 1998-2001       |      |
| 2. | Армен Размикович Дарбинян | 2001-2023       |      |
| 3. | Эдвард Мартинович Сандоян | 2023-….         |      |

## Научные публикации
- Optics & its Applications: Symposium Information & Book of Abstracts of the International Symposium (Armenia, 5—9 September, 2011). — Yerevan, 2011. 150 p.
- Аветисян Ваэ Гагикович. Двуглавый орёл в армянской символике. / Под ред. докт.филос.н., проф. Г.С. Асатряна. — Ер.: Изд-во РАУ, 2024. 120 с.
- Аветисян Сержик Сергеевич. Проблемы разграничения преступного от непреступного поведения (теория и практика уголовно-правового обеспечения безопасности человека). — Ер.: Изд-во РАУ, 2011. 814 с.
- Акопян Юрий Рубенович. Введение в метод конечных элементов. Учеб.пос. — Ер.: Изд-во РАУ, 2022. 142 с.
- Актуальные вопросы низкоразмерных систем. Материалы конференции к 70-летию академика НАН Армении Э.М. Казаряна. - Ер.: Эдит.Принт, 2012. 204 с.
- Асаул Анатолий Николаевич, Месропян Леонид (Эрик) Мамиконович, Сандоян Эдвард Мартинович. Экономика недвижимости. - Ер.: Изд-во РАУ, 2009. 353 с.
- Вагаршакян Ашот Агасиевич. Математический анализ. - Ер.: Изд-во РАУ, 2011.303 с.
- Габриелян Розалия Аршаковна. Армения и Атропатена. - Ер.: Изд-во РАУ, Изд-во НАН РА, 2002. 318 с.
- Гамбарян Артур Сиреканович. Судебная политика в Республике Армения (общетеоретические и методологические проблемы). На арм.яз. - Ер.: Изд-во РАУ, 2013. 364 с.
- Григорян Армен Левонович. Фехтование. На арм.яз. - Ер.: Изд-во РАУ, 2024. 356 с.
- Григорян М.В. Научные основы квалификации преступлений. На арм.яз. - Ер.: Изд-во РАУ. 356 с.
- Дарьян Ара Ваграмович. Общая теория связи. Часть вторая. - Ер.: Изд-во РАУ, 2025. 120 с.
- Дипломатический энциклопедический словарь. Том 1. Определения. На арм.яз. - Ер.: Изд-во РАУ, 2024. 256 с.
- Егиазарян Азат К. Золотой век армянской поэзии. Очерки армянской поэзии начала XX века. На арм.яз. - Ер.: Изд-во РАУ, 2019. 176 с.
- Егиазарян Азат К. V - XX вв. Страницы истории армянской литературы. Исследования и статьи. На арм.яз. - Ер.: Изд-во РАУ, 2023. 623 с.
- Енгоян Ашот Пайлакович. Идеологические основы социально-политических трансформаций в постсоветской Армении / Отв. ред.: К.А. Мирумян. - Ер.: Изд-во РАУ. 2011. 358 с.
- Золян С.Т., Погосян Г.А., Золян М.С., Дунамалян Н.А. Историческая память и национальная идентичность. Часть 1. Политика памяти и идентичности ... - Ер.: Изд-во РАУ, 2024. 256 с.
- Золян Сурен Тигранович. Историческая память и национальная идентичность. Часть 2. Семантические и дискурсивные механизмы формирования ... - Ер.: Изд-во РАУ, 2024. 128 с.
- Матевосяновские чтения. Сборник материалов конференции к 85-летию писателя Гранта Матевосяна. На арм.и рус.яз. - Ер.: Изд-во РАУ, 2023. 164 с.
- Манасерян Татул Норайрович. Современные теории развития мировой экономики. - Ер.: Изд-во РАУ, 2005. 347 с.
- Международная конференция (25-26 апреля 2011 г.): Армяно-турецкие отношения, их влияние на геополитическое развитие региона и отображение в прессе: Сборник научных статей. - Ер.: Изд-во РАУ, 2011. 141 с.
- Международная конференция "Проблемы и перспективы развития современных педагогических наук". (10-11 ноября 2023 г.). Сборник статей. На арм.яз. - Ер.: Изд-во РАУ, 2024. 276 с.
- Международная научная конференция "Русская литература в меняющемся мире". (30-31 октября 2006 г.). Сборник статей. - Ер.: Изд-во РАУ, 2006. 412 с.
- Месропян Эрик (Левон) Мамиконович. Организация и управление туристическим рынком. - Ер.: Изд-во РАУ, 2011. 424 с.
- Мирумян Карлен Артаваздович. Антология армянской педагогической мысли. С древнейших времен до XVIII в. / Под ред. Л.Т. Асланян, П.С. Аветисяна. - Ер.: Изд-во РАУ, 2019. 684 с.
- Мирумян Карлен Артаваздович. Армянская политическая мысль. Формирование и этапы развития (до XVIII в.). - Ер.: Изд-во РАУ, 2021. 550 с.
- Мирумян Карлен Артаваздович. История политической науки. Часть 1. Эпоха античности. - Ер.: Изд-во РАУ, 2004. 300 с.
- Мирумян Карлен Артаваздович. История политической науки. Часть 2. Средневековье. Возрождение. Реформация. - Ер.: Изд-во РАУ, 2005. 446 с.
- Мирумян Карлен Артаваздович. Павликианское движение в контексте национальной истории. Критический очерк. / Под ред. Р.А. Мирумян. - Ер.: Изд-во РАУ, 2024. 177 с.
- Мирумяновские чтения. Конференция, посвященная памяти К.А. Мирумяна. Сборник статей. На арм.и рус.яз. - Ер.: Изд-во РАУ, 2024. 208 с.
- Навасардян Арман Гарникович. Актуальные проблемы политической культуры в современной дипломатии. (Монография). - Ер.: Изд-во РАУ, 2016. 172 с.
- Оганесян Сергей Георгиевич. Вакуумная и плазменная электроника. Курс лекций (Учеб.пос.для физико-технического факультета РАУ). - Ер.: Изд-во РАУ, 2010. 239 с.
- Оганесян Т., Арутюнян В., Овсепян Л. Теория перевода: лингвистический аспект. На арм.яз. - Ер.: Изд-во РАУ, 2018. 320 с.
- Постсоветская идентичность России и Армении: поиски пути в будущее. (Колл.монография: Мчедлова М.М., Саркисян О.Л.и др.авт.). - М.: РУДН; Ер.: РАУ, 2024. 341 с.
- Развитие гражданской идентичности в Республике Армения: тенденции, вызовы, риски. (Коллективная монография). - Ер.: Изд-во РАУ, 2023. 257 с.
- Русский язык на перекрестке эпох: Традиции и инновации в русистике. IV Международная научно-практическая конференция. 26-28 сентября 2019 г. Сборник научных статей. Часть 1. - Ер.: Изд-во РАУ, 2019. 284 с.
- Сандоян Эдвард Мартинович. Проблемы модернизации системы банковского регулирования в Армении. (Монография). - Ер.: Изд-во РАУ, 2007. 162 с.
- Сборник материалов Международной научной конференции "Русская литература в меняющемся мире 2023". (26-27 октября 2023 г.). - Ер.: Изд-во РАУ, 2024. 404 с.
- Сиволенко Эдуард Робертович. Программоопределяемые радиосистемы. (Лабораторный практикум). Часть 1. - Ер.: Изд-во РАУ, 2024. 128 с.
- Филология. (Коллективная монография). Книга первая. /  Отв.ред. А.П Григорян и А.Г.Саркисян. - Ер.: Изд-во РАУ, 2015. 140 с.
- Ханданян Рафик Гагикович. Административное правосудие в постсоветских странах. Проблемы становления и развития. На арм.яз. - Ер.: Изд-во РАУ, 2012. 192 с.
- Художественная литература и журналистика. Сборник научных статей. / Науч.рук. А.П. Григорян. Отв.ред. М.Г. Джанполадян. - Ер.: Изд-во РАУ, 2007. 595 с.
- Вестник РАУ. Физико-математические и естественные науки. Ежегодно NN 1 - 3 с 2011 г. по 2023 г. — Ер.: Изд-во РАУ.
- Вестник РАУ. Гуманитарные и общественные науки. Ежегодно NN 1 - 3 с 2011 г. по 2023 г. — Ер.: Изд-во РАУ.